# Kristrup Sogn
Kristrup Sogn er et sogn i Randers Søndre Provsti (Århus Stift).
Kristrup Sogn hørte til Sønderhald Herred i Randers Amt. Kristrup sognekommune blev ved kommunalreformen i 1970 indlemmet i Randers Kommune.
I Kristrup Sogn ligger Kristrup Kirke.
I sognet findes følgende autoriserede stednavne:
- Bøgholm (bebyggelse)
- Kristrup (bebyggelse, ejerlav)
- Kristrup Mark (bebyggelse)
- Mosehøj (areal)
- Munkdrup (bebyggelse, ejerlav)
- Paderup (bebyggelse, ejerlav)
- Paderup Mark (bebyggelse)
- Paderup Mose (areal, bebyggelse)
- Romalt (bebyggelse, ejerlav)
- Romalt Enge (areal)
- Strømmen (bebyggelse)
- Stånum (bebyggelse, ejerlav)
- Vilstrup (bebyggelse, ejerlav)